# Édito de Fontainebleau

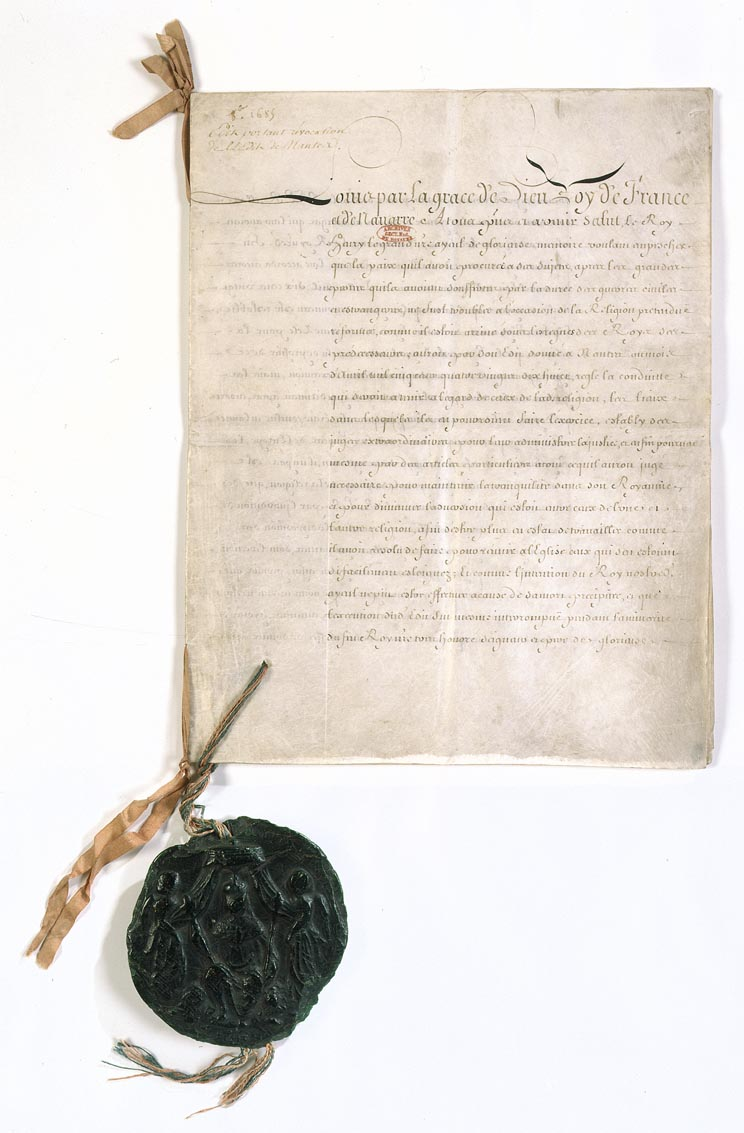
Édito de Fontainebleau

O Édito de Fontainebleau foi um decreto histórico assinado em outubro de 1685 pelo rei Luis XIV da França pelo qual revogava o Edito de Nantes de 1598 e ordenava a destruição de igrejas huguenotes e o fechamento de escolas protestantes. Como resultado, um grande número de protestantes — estimativas variam entre 200 e 500 mil — deixaram a França nas duas décadas seguintes, procurando refúgio na Inglaterra, as Províncias Unidas (nos atuais Países Baixos), África do Sul, Dinamarca, e em territórios que hoje pertencem à Alemanha e Estados Unidos.

## Resposta da Igreja Católica
O Papa Inocêncio XI, repudiou severamente o ocorrido e censurou o Rei Luís XIV, que tal ato era totalmente o oposto do pensamento e da vontade da Igreja Católica.
De todo modo, esta foi a forma com que o historiador francês Claude-Carloman de Rulhière narrou os tratamentos dos padres e dos juízes aos cidadãos hereges, após a revogação do Edito de Nantes e o estabelecimento do Edito de Fontainebleau:
Essa foi a ocasião da lei terrível: aqueles que, quando doentes, recusarem o sacramento serão, depois de suas mortes, arrastados pela lama e terão seus bens confiscados. Caso se recuperem, receberão a pena para se redimirem, os homens condenados para sempre às galés, as mulheres à prisão, ambos tendo seus bens confiscados. Mas na maioria de nossas cidades tivemos muitas vezes o horrendo espetáculo de cadáveres arrastados pela lama e também, com frequência, vimos enraivecidos sacerdotes, viático na mão, escoltados por um juiz e seus meirinhos e assistentes, indo às casas de moribundos, e logo depois o populacho fanático divertindo-se com a execução da lei em todo o seu horror. (…) Eu diria que podia ser visto, ao lado do leito dos doentes, um padre cercado por meirinhos e seus assistentes, dispensando com a mais solene pompa os sacramentos sagrados, o mais terrível dos mistérios, instando um homem moribundo a cometer o sacrilégio e zombando dele para a multidão atraída pela curiosidade, alguns tremendo com a profanação, outros se divertindo muito com a visão do herege humilhado, reduzido a uma escandalosa hipocrisia para manter seu capital inteiro para sua família e alguns adornos sem valor para sua sepultura.

## Idealista
A segunda mulher de Luis XIV, Madame de Maintenon era muito católica e uma defensora da perseguição aos Protestantes. Foi uma das principais responsáveis, juntamente com seu confessor e mentor espiritual, François de la Chaise.

## Efeitos
A revogação da tolerância religiosa para com os calvinistas teve efeitos nefastos para a economia francesa (e positivos para a economia dos países que acolheram os exilados — a Prússia e o Reino Unido, em especial). Muitos dos huguenotes que partiam para o exílio eram artesãos qualificados e homens de negócios, homens como Daniel Marot, que levavam com eles muita experiência acumulada e know-how. Nas regiões em que se implantaram, os huguenotes tiveram um impacto significativo na qualidade da seda, cerâmica e outras manufacturas.